# Serge Ginger
Pour les articles homonymes, voir Ginger.
 (février 2014).
Si vous disposez d'ouvrages ou d'articles de référence ou si vous connaissez des sites web de qualité traitant du thème abordé ici, merci de compléter l'article en donnant les références utiles à sa vérifiabilité et en les liant à la section « Notes et références ».
Serge Ginger est un psychologue et psychothérapeute français né le 6 février 1928 à Paris, ville où il est mort le 1er novembre 2011,. Spécialisé en Gestalt-thérapie et EMDR, il a été le secrétaire général de la Fédération française de psychothérapie et psychanalyse (FF2P) et le président de la Commission européenne d’accréditation des Instituts de formation à la psychothérapie (Training Accreditation Committee, ou TAC).
Il a enseigné la Gestalt-thérapie (qu'il a introduite en France en 1971) dans une quinzaine de pays de tous les continents, et les neurosciences, à la Sigmund Freud University (SFU) de Paris.
Il a consacré sa vie au développement et à la reconnaissance sociale de deux professions au niveau national, européen et mondial : celle d’éducateur spécialisé et celle de psychothérapeute.
Il est l’auteur ou le coauteur d’une vingtaine d’ouvrages — dont certains traduits en 15 langues : français, anglais, allemand, italien, espagnol, portugais, russe, polonais, roumain, ukrainien, letton, macédonien, grec, japonais, chinois.

## Biographie
Serge Ginger est né à Paris de parents juifs, émigrés de Russie. Tous deux étaient des poètes, assez connus en France et aux États-Unis. Ils ont été édités en Russie, après la chute du régime soviétique.
Serge Ginger poursuit des études secondaires brillantes au Lycée Michelet, passe son baccalauréat Philo-Lettres en  1945 et Maths-Élem en 1946.
Il entreprend des études de mathématiques et physique à la Sorbonne.
En 1948, il décide de s’investir dans la rééducation des jeunes délinquants — à laquelle il consacrera la première partie de sa vie (1948 à 1985). Il obtient le diplôme d’éducateur spécialisé à l’École de Montesson — où il rencontre sa future femme : Anne Peyron (devenue également éducatrice spécialisée, psychologue et psychothérapeute), puis il travaille comme éducateur spécialisé, instituteur spécialisé, éducateur-chef, psychologue et directeur de plusieurs internats pour enfants et adolescents délinquants, atteints de troubles du caractère importants : à Arudy (Basses-Pyrénées) de 1952 à 59, à Vitry-sur-Seine (Le Côteau,1959-61), puis au Perray-en-Yvelines (Centre Hourvari, 1961-74) et enfin à St Lambert-des-Bois (Association AVVEJ, 1976-1985).
De 1954 à 1958, il reprend des études de psychologue clinicien à l’université de Bordeaux et passe l’ancienne licence en 5 ans (correspondant au master 2 actuel).
De 1961 à 1985, il enseigne dans plusieurs écoles, privées et publiques, de formation d’éducateurs spécialisés et travailleurs sociaux : Neuilly-sur-Marne, Institut Catholique, école Parmentier, Vaugrigneuse, Versailles-Buc, Clermont-Ferrand, Savigny-sur-Orge, École Nationale de la Santé Publique (ENSP), École Nationale de l'Administration Pénitentiaire (ENAP).
De 1963 à 1969, il effectue une psychanalyse classique avec le Pr Serge Lebovici, alors président de la Société Psychanalytique de Paris (SPP) et de l’International Psychaoanalytic Association (IPA).
À partir de 1966, il se consacre à temps partiel à la formation et à la psychothérapie de professionnels du secteur social et éducatif, notamment au sein de l’Institut de Formation et d’Études en Psychopédagogie et Psychosociologie (IFEPP).
En 1966, il est élu président du Comité technique de l’Association internationale des Éducateurs de Jeunes inadaptés (AIEJI) et à ce titre, il organise une série de congrès internationaux, regroupant de 200 à 1 500 participants, à : Amsterdam (1967), Versailles (1970), Lausanne (1974), Montréal (1978), Copenhague (1982), Jérusalem (1986), New York (1990). Pendant 30 ans, il a été président du Comité technique, puis secrétaire général de l’AIEJI (1978-1986) et a publié une centaine d’articles, traduits en 23 langues,  sur la rééducation et la profession nouvelle d’éducateur spécialisé — qu’il a activement contribué à mettre en place (Accords de Travail de 1958, Convention Collective de 1966, Diplôme d’État de 1970).
En 1968, il est élu vice-président de l’Association Nationale d’Éducateurs de Jeunes inadaptés (ANEJI).
En 1974, il est nommé expert principal de l’UNESCO, chargé de mission en Iran en vue d’implanter un modèle de formation d’éducateurs polyvalents pour les pays en voie de développement.
De 1967 à 1998 (pendant 30 ans, à temps partiel, puis à plein temps) : psychosociologue, psychothérapeute, psychothérapeute didacticien, Fédération Française de Psychothérapie et Psychanalyseconseiller technique et assistant de direction à l'IFEPP (Institut de Formation et d'Études Psychosociologiques et Pédagogiques).
De 1971 à 1995, responsable du département Gestalt à l'IFEPP ; en 1981, cofondateur, avec Anne Ginger, et directeur de l’École Parisienne de Gestalt (EPG) — devenue l’un des principaux  instituts de formation de Gestalt-thérapeutes en Europe.
En 1981, il crée la Société Française de Gestalt (SFG), et en 1991, la Fédération internationale des Organismes de Formation à la Gestalt (FORGE) — qui a organisé chaque année un Colloque international : à Paris, Londres, Guadalajara (Mexique), Rome, Bruxelles, Oslo, Stockholm, Cracovie, Malte, Prague, St Petersbourg, etc. Il a enseigné - plus ou moins régulièrement - la Gestalt-thérapie dans 25 pays : Belgique, Brésil, Canada, Chine, Espagne, États-Unis, France, Grèce, Italie, Japon, Lettonie, Liban, Macédonie, Malte, Maroc, Martinique, Mexique, Norvège, Pologne, Portugal, Roumanie, Russie, Serbie, Suisse, Ukraine...
En 1981 également, dans le Manifeste pour une psychothérapie sociétale, il décrit "cinq dimensions existentielles principales qui animent l’être humain : dimensions physique, émotionnelle ou affective, intellectuelle ou cognitive, sociale, et enfin spirituelle. C'est le Pentagramme de Ginger.
Depuis 1995, il est conseiller technique à l’EPG (École Parisienne de Gestalt), à plein temps, puis à temps partiel, responsable de la Formation avancée, superviseur de l’équipe pédagogique, membre du jury de 3e cycle.
En 1995, il est cofondateur de la Fédération Française de Psychothérapie - qui deviendra, par la suite, Fédération Française de Psychothérapie et Psychanalyse (FF2P). Il en est secrétaire général de 1995 à ce jour (février 2011). À ce titre, il participe activement aux négociations avec les Pouvoirs publics pour l'adaptation de la loi réglementant le titre de psychothérapeute.
De 2001 à 2011, il est le président de la Commission européenne d’accréditation des instituts de formation à la psychothérapie dans les 41 pays membres de l’European Association for Psychotherapy (EAP). Il est responsable du contrôle de l’attribution du Certificat Européen de Psychothérapie (CEP).
En février 2011, il est élu Président d'honneur de l'Association Européenne de Psychothérapie (EAP).

## Œuvres
Plus d'une centaine d'articles techniques sur la rééducation des jeunes, la profession d'éducateur spécialisé, les techniques de développement personnel, la Gestalt-thérapie et la psychothérapie — publiés dans une vingtaine de revues spécialisées, françaises et étrangères.
Auteur ou coauteur de 27 ouvrages, dont :
- Une nouvelle jeunesse française. (ouvr. coll. sous la direction de Jousselin J.), éd. Privat, Toulouse, 1966.
- L'équipe de psychiatrie et son psychiatre. (ouvrage collectif), éd. Privat, Toulouse, 1967.
- Sciences de l'homme et professions sociales. (ouvr. coll. sous la direct. de Crapuchet S.), éd. Privat, Toulouse, 1974.
- Les interventions éducatives spécialisées. (publié en persan pendant ma mission pour l'UNESCO), éd. Universitaires, Téhéran, 1976.
- Nouvelles Lettres persanes : Journal d'un Français à Téhéran., éd. Anthropos, 1981. (Prix international du reportage)
- Former à l'Hôpital. (ouvr. collectif sous la direction de Honoré B.), éd. Privat, Toulouse, 1983.
- Le Développement personnel et les travailleurs sociaux. (ouvr. coll. sous la direction de Vanoye F. et Ginger S.). éd. E.S.F., Paris, 1985.
- La Gestalt, une thérapie du contact., éd. Hommes et groupes, Paris (1re édition en 1987 ; 8e édition en 2006). Sélectionné par Le Journal des psychologues pour le prix "Psychologie" 1988. Publié en allemand, italien, espagnol, portugais et russe.
- La Gestalt : l’art du contact., éd. Guide Marabout de poche, Bruxelles (1re édit. 1995 ; 10e édit. 2009). Traduit en anglais, italien, espagnol, portugais, russe, polonais, ukrainien, letton, roumain, macédonien, grec, japonais, chinois. Vendu en 60 000 exemplaires.
- Psychothérapie : 100 réponses pour en finir avec les idées reçues. Dunod, Paris, 2006. Trad. en 3 langues.
- Être psychothérapeute. (ouvr. collectif, avec E. Marc et A. Tarpinian). Dunod, Paris 2006.
- La supervision en psychanalyse et en psychothérapie. (ouvr. coll, Delourme & Marc). Dunod, Paris 2007.
- Guide pratique du psychothérapeute humaniste, avec Anne Ginger. Dunod, Paris, 2008. 2e édit, augmentée de 50 pages, 2011. En cours de traduction en plusieurs langues.